# Muhammad Habibur Rahman
Muhammad Habibur Rahman (Bengalí: মুহাম্মদ হাবিবুর রহমান; Murshidabad, 3 de diciembre de 1928 – Daca, 11 de enero de 2014) fue un presidente del Tribunal Supremo de la Corte Suprema de Bangladés. Fue el principal asesor del gobierno provisional de 1996, que supervisó las séptimas elecciones parlamentarias de Bangladés.
Fue educado en Calcuta, Daca, Oxford y Londres. Asistió a la Universidad de Daca y fue un activista en el movimiento por la Lengua Bengalí.
Fue autor de setenta libros en bengalí sobre la ley, el lenguaje, la literatura, la poesía y la religión y cinco libros en inglés, incluyendo dos libros de versos.
El 11 de enero de 2014, murió en el Hospital Unidas, Gulshan, Daca.

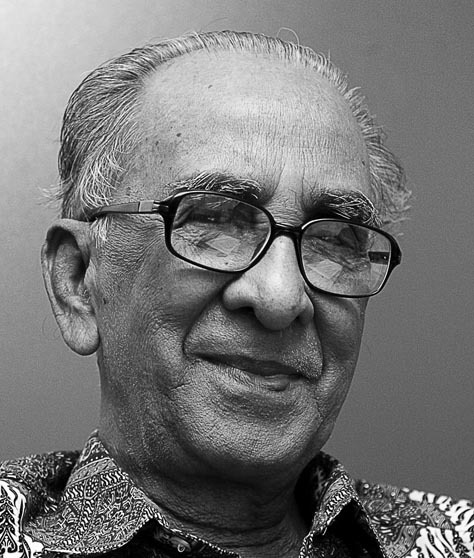
Muhammad Habibur Rahman.

| Predecesor: Khaleda Zia | Primer ministro de la República Popular de Bangladés 1996 | Sucesor: Sheikh Hasina |